# Arthur W. Ahrweiler
Arthur W. Ahrweiler (* 24. September 1951 in Krefeld) ist ein deutscher Kameramann.

## Leben
Arthur W. Ahrweiler debütierte Mitte der 1980er Jahre mit Filmen wie Die Stadt und Stadtrand als Kameramann für Langspielfilme. Fast ausschließlich beim Fernsehen beschäftigt wurde Ahrweiler mit seiner Arbeit an dem Fernsehkammerspiel Die Konferenz 2004 für den Deutschen Kamerapreis und für Der große Tom für den Deutschen Fernsehpreis 2008 nominiert.
Ahrweiler ist Mitglied im Berufsverband Kinematografie (BVK).

## Filmografie (Auswahl)
- 1983: Die Stadt
- 1987: Stadtrand
- 1989: Sievers wartet!
- 1993: Das Sahara-Projekt
- 1996: Tatort: Der Phoenix-Deal (Fernsehreihe)
- 1998: Tatort: Bildersturm
- 1998: Tatort: Manila
- 1998: Tatort: Money! Money!
- 1999: Tatort: Drei Affen
- 1999: Tatort: Martinsfeuer
- 2001: Schimanski: Kinder der Hölle
- 2002: Tatort: Oskar
- 2002: Das Duo – Totes Erbe
- 2003: Tatort: Das Böse
- 2003: Tatort: Das Phantom
- 2003: Tatort: Frauenmorde
- 2004: Die Konferenz
- 2005: Tatort: Leerstand
- 2005: Tatort: Schürfwunden
- 2005: Das geheime Leben meiner Freundin
- 2006: Tatort: Der Tag des Jägers
- 2007: Die Todesautomatik
- 2008: Die Weisheit der Wolken
- 2008: Der große Tom
- 2009: Nachtschicht – Blutige Stadt
- 2009: Der Tiger oder Was Frauen lieben!
- 2010: Bis nichts mehr bleibt (Fernsehfilm)
- 2010: Wiedersehen mit einem Fremden
- 2010: Morgen musst Du sterben
- 2011: Vater Mutter Mörder
- 2011: Nord Nord Mord
- 2012: Rommel
- 2014: Ohne Dich
- 2015: Das Dorf der Mörder
- ab 2015: Kommissar Dupin (Fernsehreihe)
  - 2015: Bretonisches Gold
  - 2017: Bretonischer Stolz
  - 2017: Bretonische Flut
- 2019: Tatort: Wahre Lügen
- 2019: Tatort: Borowski und das Haus am Meer
- 2020: Louis van Beethoven
- 2021: Tatort: Macht der Familie
- 2023: Briefe aus dem Jenseits
- 2024: Yvonne und der Tod
- 2025: Stammheim – Zeit des Terrors